# Lê Huỳnh Thúy Ngân
Lê Huỳnh Thúy Ngân (sinh ngày 5 tháng 4 năm 1991), thường được biết đến với nghệ danh Thúy Ngân, là một nữ diễn viên, người mẫu kiêm người dẫn chương trình truyền hình người Việt Nam. Từng là thí sinh đạt danh hiệu Á hoàng 1 của cuộc thi Nữ hoàng Trang sức Việt Nam 2009, cô được biết đến rộng rãi khi đảm nhiệm vai diễn Hân trong bộ phim truyền hình Gạo nếp gạo tẻ vào năm 2018.

## Tiểu sử và sự nghiệp
Năm 2009, Thúy Ngân giành danh hiệu Á hoàng 1 cuộc thi Nữ hoàng Trang sức Việt Nam. Sau đó, cô nộp hồ sơ ghi danh tại cuộc thi Hoa hậu Thế giới người Việt 2010, nhưng đến phút chót cô lại đổi ý và đăng ký thi Hoa hậu Việt Nam 2010. Ở cuộc thi, cô góp mặt trong Top 20. Đăng quang ngôi vị cao nhất là Đặng Thị Ngọc Hân, Á hậu 1 là Vũ Thị Hoàng My và Á hậu 2 thuộc về Đặng Thùy Trang.
Sau đó, cô được chọn làm đại diện của Việt Nam tham gia cuộc thi Nữ hoàng Du lịch Quốc tế 2011 và xuất sắc ghi tên vào Top 15. Thành công trên các đấu trường nhan sắc, nhưng ít ai biết gia đình của cô khá khó khăn. Mặc dù sự nghiệp người mẫu đang phát triển mạnh, song Thúy Ngân lại quyết định rẽ hướng sang ngành diễn xuất.
Năm 2018, Thúy Ngân đánh dấu sự thành công trong sự nghiệp diễn xuất của mình với vai Ngọc Hân trong phim Gạo nếp gạo tẻ. Năm 2021, Thúy Ngân góp mặt trong bộ phim Cây táo nở hoa và là thành viên trong mùa thứ hai của chương trình Running Man Vietnam.

## Đời tư
Hoạt động nghệ thuật ở cả hai con đường diễn viên và người mẫu, Thúy Ngân cho biết cô phải cố gắng để lo cho gia đình một cách tốt nhất, đó cũng chính là lý do vì sao cô ít xuất hiện trong các sự kiện của làng giải trí. Thúy Ngân đã tích cực đóng phim để có tiền chăm lo cho gia đình. Hiểu được công việc của cô, bố mẹ và em gái cô không phàn nàn gì khi cô ít có thời gian để kề cận. Là một nghệ sĩ, công việc của Thúy Ngân khá bận rộn, thế nhưng cô vẫn dành thời gian đọc sách, học nhảy và hay đi du lịch.

## Danh sách phim

### Truyền hình
| Năm  | Tựa phim                         | Vai diễn                            | Đạo diễn                       | Ghi chú |
| ---- | -------------------------------- | ----------------------------------- | ------------------------------ | ------- |
| 2009 | Gia đình phép thuật              | Ngọc                                | Chu Thiện                      |         |
| 2010 | Màu của tình yêu                 | Quyên                               | Lê Hùng Phương                 |         |
| 2011 | Theo dấu hương xưa               | Út Lành                             | Ngô Quang Hải                  |         |
| 2012 | Mắt bão                          | Nhã Thư                             | Đào Thanh Hưng                 |         |
| 2012 | Sao đổi ngôi                     | Mỹ Hạnh                             | Lê Lộc                         |         |
| 2012 | Đại gia không chồng              | Xuân Lam                            | Lê Hồng Sơn, Nguyễn Ngọc Dương |         |
| 2013 | Hồ sơ đen                        | Ngân Hà                             | Lê Dũng, Lý Tiểu Bình          |         |
| 2013 | Bóng tối rực rỡ                  | Nguyên Thủy                         | Trần Quang Đại                 |         |
| 2014 | Những kẻ hai mặt                 | Giang                               | Đặng Tất Bình                  |         |
| 2014 | Kẻ bán linh hồn                  | Ngọc Tuyết                          | Nguyễn Tiến Dũng               |         |
| 2015 | Sát thủ hoa hồng trắng           | Hạnh                                | Lê Quang Hưng                  |         |
| 2015 | Bảy lá bài                       | Liên Nhi                            | Nguyễn Quốc Thịnh              |         |
| 2016 | Bốn cuộc tình, một người đàn ông | Jenny Sương                         | Đặng Tất Bình                  |         |
| 2016 | Lấy chồng sớm làm gì             | Ngọc Hương                          | Trần Cảnh Đôn                  |         |
| 2016 | Chuyện gì đang xảy ra            | Na                                  | Chu Thiện                      |         |
| 2016 | Nước mắt chảy ngược              | Quỳnh                               | Nguyễn Quang Minh              |         |
| 2016 | Cười lên vợ ơi!                  | Cô Hiền                             | Trần Toàn                      |         |
| 2017 | Bến nước mười ba                 | Hà Linh                             | Lý Khắc Lynh                   |         |
| 2017 | Đuổi theo bóng mình              | Kim Tiên                            | Bùi Nam Yên                    |         |
| 2018 | Gạo nếp gạo tẻ                   | Ngọc Hân                            | Võ Thạch Thảo                  |         |
| 2018 | Lắm người nhiều ma               | Trúc Ngân                           | Nguyễn Thu                     |         |
| 2019 | Bệnh viện thần ái                | Minh San                            | Văn Công Viễn                  |         |
| 2019 | Em chưa muốn lấy chồng           | Bạch Dương                          | Luk Vân                        |         |
| 2020 | Hoa vẫn nở mùa đông              | Thanh Nhật                          | Quách Khoa Nam                 |         |
| 2020 | Gạo nếp gạo tẻ 2                 | Bà Hương (trẻ) / Bảo Châu/ Minh Hoà | Nguyễn Hoàng Anh               |         |
| 2020 | Hải Đường trong gió              | Hải Đường                           | Nguyễn Hoàng Anh               |         |
| 2020 | Không thể rời mắt                | Ngân                                | Karisma Looks                  |         |
| 2021 | Số độc đắc                       | Ngân Hà                             | Trần Đình Hiền                 |         |
| 2021 | Cây táo nở hoa                   | Châu                                | Võ Thạch Thảo                  |         |

### Web drama
| Năm  | Tựa phim                    | Vai diễn  | Đạo diễn         | Ghi chú |
| ---- | --------------------------- | --------- | ---------------- | ------- |
| 2023 | Nữ chủ                      | Hải Đường | Nguyễn Hoàng Anh |         |
| 2023 | Lof Malto School            | Rosie     | Quốc Thuận       |         |
| 2024 | 7 năm chưa cưới sẽ chia tay | Thiên Ân  | Nguyễn Hoàng Anh |         |
| 2025 | Cô Đừng Hòng Thoát Khỏi Tôi | Angel     | Nguyễn Hoàng Anh |         |

### Điện ảnh
| Năm  | Tựa phim                   | Vai iễn | Đạo diễn       | Ghi chú |
| ---- | -------------------------- | ------- | -------------- | ------- |
| 2023 | Trên bàn nhậu dưới bàn mưu | Triệu   | Tien M. Nguyen |         |

## Diễn xuất trong MV
- Sáng mắt chưa (Trúc Nhân) (2019)
- Thức giấc (Da LAB) (2021)
- Lof is my life (Sofia) (2022)
- Ngày thương tháng nhớ năm đợi (S.T Sơn Thạch) (2022)

## Chương trình truyền hình đã tham gia
| Năm  | Chương trình/ Cuộc thi                      | Vai trò                  | Kênh phát sóng              |
| ---- | ------------------------------------------- | ------------------------ | --------------------------- |
| 2012 | Chung sức                                   | Đội trưởng               | HTV7                        |
| 2016 | Kỳ tài thách đấu (Mùa 1 - Tập 10)           | Khách mời                | HTV7                        |
| 2018 | Biệt đội X6                                 | Khách mời                | HTV7                        |
| 2018 | Siêu bất ngờ (Mùa 4 - Tập 6)                | Khách mời                | HTV7                        |
| 2018 | Ơn giời cậu đây rồi! (Mùa 5 - Tập 9)        | Khách mời                | VTV3                        |
| 2018 | Giọng ca bí ẩn (Mùa 1 - Tập 1)              | Nhà đầu tư               | HTV7                        |
| 2018 | Nhanh như chớp (Mùa 1 - Tập 27, 35, 38, 40) | Khách mời                | HTV7                        |
| 2018 | Nhanh như chớp nhí (Mùa 1 - Tập 11)         | Đội trưởng               | HTV2                        |
| 2018 | Người ấy là ai (Mùa 1 - Tập 6)              | Khách mời                | HTV2                        |
| 2019 | Ô hay gì thế này                            | Dẫn chương trình         | VTV3                        |
| 2019 | Ký ức vui vẻ (Mùa 1 - Tập 4)                | Khách mời thập niên 2000 | VTV3                        |
| 2019 | Quý ông đại chiến (Mùa 2)                   | Ban bình luận            | VTV3                        |
| 2019 | 7 Nụ cười Xuân (Mùa 2 - Tập 3)              | Khách mời                | HTV7                        |
| 2019 | Ngạc nhiên chưa? (Tập 196 - hết)            | Đội trưởng               | HTV7                        |
| 2019 | Ai là số 1                                  | Biệt đội xếp hạng        | HTV2                        |
| 2019 | Sóng 19                                     | Dẫn chương trình         | HTV2                        |
| 2019 | Phiêu lưu cùng Gulliver (Mùa 2)             | Khách mời                | Vietnam Journey, VTC9, VTC1 |
| 2020 | 7 Nụ cười Xuân (Mùa 3)                      | Thành viên chính         | HTV7                        |
| 2020 | Ai là số 1                                  | Biệt đội xếp hạng        | HTV2                        |
| 2020 | Sóng 20                                     | Dẫn chương trình         | HTV2                        |
| 2020 | Chị em chúng mình                           | Ban bình luận            | VTV3                        |
| 2021 | 7 Nụ cười Xuân (Mùa 4)                      | Thành viên chính         | HTV7                        |
| 2021 | Sóng 21                                     | Dẫn chương trình         | HTV2                        |
| 2021 | Running Man Việt Nam - Chơi là chạy (Mùa 2) | Thành viên chính         | HTV7                        |
| 2021 | 7 Nụ cười Xuân (Mùa 5)                      | Thành viên chính         | HTV7                        |
| 2022 | Sóng 22                                     | Dẫn chương trình         | HTV2                        |
| 2022 | 2 ngày, 1 đêm                               | Khách mời                | HTV7                        |
| 2022 | 7 nụ cười xuân (Mùa 6)                      | Thành viên chính         | HTV7                        |
| 2023 | Sóng 23                                     | Dẫn chương trình         | HTV2                        |
| 2023 | Hành trình rực rỡ                           | Thành viên chính         | VTV3                        |
| 2024 | 7 nụ cười xuân (Mùa 7)                      | Thành viên chính         | HTV7                        |
| 2025 | Tổ đội "1 không 2"                          | Thành viên chính         | HTV7                        |

## Thành tích

### Giải thưởng và đề cử
| Giải thưởng                  | Năm  | Hạng Mục                            | Tác Phẩm Đề Cử | Kết quả   | Chú thích   |
| ---------------------------- | ---- | ----------------------------------- | -------------- | --------- | ----------- |
| Giải Mai Vàng                | 2018 | Nữ diễn viên điện ảnh - truyền hình | Gạo nếp gạo tẻ | Đoạt giải | [ 5 ] [ 6 ] |
| Giải Mai Vàng                | 2018 | 10 nghệ sĩ của năm                  |                | Đoạt giải | [ 5 ] [ 6 ] |
| Giải Mai Vàng                | 2021 | Nữ diễn viên điện ảnh - truyền hình | Cây táo nở hoa | Đoạt giải | [ 7 ]       |
| Giải Mai Vàng                | 2023 | Nữ diễn viên điện ảnh - truyền hình | Nữ chủ         | Đề cử     |             |
| Vietnam Entertainment Awards | 2022 | Nghệ sĩ của năm                     |                | Đề cử     | [ 8 ]       |
| Vietnam Entertainment Awards | 2022 | Top 5 nghệ sĩ của năm               |                | Đoạt giải | [ 8 ]       |
| Vietnam Entertainment Awards | 2022 | Nghệ sĩ đột phá của năm             |                | Đoạt giải | [ 8 ]       |
| Vietnam Entertainment Awards | 2022 | Top 5 nghệ sĩ đột phá của năm       |                | Đoạt giải | [ 8 ]       |

### Cuộc thi nhan sắc
- Á khôi 1 – Hoa khôi Trang sức Việt Nam 2009
- Top 20 – Hoa hậu Việt Nam 2010
- Top 15 – Nữ hoàng Du lịch Quốc tế 2011